# ژان ماری هوریز
ژان ماری هوریز (انگلیسی: Jean-Marie Huriez؛ زادهٔ ۷ مارس ۱۹۷۱) بازیکن فوتبال اهل فرانسه است.
از باشگاه‌هایی که در آن بازی کرده‌است می‌توان به باشگاه فوتبال نانسی اشاره کرد.